# 민영규
민영규(閔泳奎, 1846년 양력 12월 12일~1923년 양력 11월 18일)는 조선과 대한제국의 문관이며, 일제강점기의 조선귀족이다. 본관은 여흥(驪興)이다. 

## 생애
여흥 민씨 집안에서 의정부대신 민경호(閔璟鎬)의 아들로 태어났다. 
1875년(고종 12) 별시문과에 급제해 1879년 병조참판, 1881년 이조참의, 1882년 형조참판·예조참판을 지냈다. 1885년 경주부윤으로 나갔다. 1888년 형조판서가 되었고, 1890년 예조판서·한성판윤을 역임하였다. 1892년 이조판서를 거쳐 경기도관찰사로 나갔다가 1894년 병조판서가 되었다.
갑오개혁으로 면직되었다가 1897년 궁내부대신으로 다시 기용되었다. 1906년 의정부 의정대신에 올랐다.
1910년 10월 16일 일본 정부로부터 자작 작위를 받았다. 민영규의 작위는 손자인 민병삼이 1924년에 습작했다.
1960년 보도에 따르면 민영규와 그 가족은 일제 강점기 동안 서울 종로구 계동에서 부유하게 살았고, 손자가 대한민국 국군 해안경비대에서 군 복무 중 사망했다.

## 수상
1905년 훈이등팔괘장(勳二等八卦章), 1906년 훈일등태극장(勳一等太極章), 1907년 대훈이화대수장(大勳李花大綏章)을 받았다.

## 평가
2002년 발표된 친일파 708인 명단과 2008년 민족문제연구소에서 친일인명사전에 수록하기 위해 정리한 친일인명사전 수록예정자 명단에 모두 선정되었다. 2007년 대한민국 친일반민족행위진상규명위원회가 발표한 친일반민족행위 195인 명단에도 들어 있다.

## 가족
- 아버지 : 민경호(閔璟鎬)
- 아들 : 민봉식(閔鳳植)

## 참고자료
- 친일반민족행위진상규명위원회 (2007년 12월). 〈민영규〉 (PDF). 《2007년도 조사보고서 II - 친일반민족행위결정이유서》. 서울. 99~110쪽쪽. 발간등록번호 11-1560010-0000002-10. [깨진 링크(과거 내용 찾기)]